# Sekretarz generalny
Sekretarz generalny (także pierwszy sekretarz) – tytuł przywódcy partii politycznej, a także urzędnika administracyjnego w różnego typu organizacjach międzynarodowych, stowarzyszeniach, partiach politycznych, gremiach nieformalnych, itp.

## Partie komunistyczne / socjalistyczne
W partiach  o ideologii komunistycznej lub socjalistycznej sekretarz generalny, czy też I sekretarz, jest faktycznym przywódcą partii.
W państwach, których partia komunistyczna jest partią rządzącą, jest to faktycznie przywódca państwa. Funkcję głowy państwa pełni w państwach rządzonych przez tę ideologię przewodniczący parlamentu, lub innego kolegialnego organu. Funkcje pierwszych sekretarzy często bywają łączone jednak, z kluczowymi urzędami w strukturach państwowych. W PRL Wojciech Jaruzelski będąc I sekretarzem KC PZPR pełnił urząd premiera, ministra obrony narodowej, a później przewodniczącego Rady Państwa i prezydenta PRL. Był też najwyższym stopniem dowódcą wojskowym (generałem armii) w służbie czynnej. Podobnie Fidel Castro na Kubie sprawował obok funkcji I sekretarza partii, urzędy premiera, czy prezydenta.
I sekretarz był także w PZPR najwyższym funkcjonariuszem aparatu partyjnego niższego szczebla – na przykład komitetu wojewódzkiego, komitetu powiatowego, komitetu zakładowego.
Przywódcy partyjni:
- Sekretarz Generalny KC KPZR – w latach 1953–1966 nazwa tej funkcji brzmiała I sekretarz Komitetu Centralnego KPZR (wcześniej i później nazwa funkcji: sekretarz generalny Komitetu Centralnego KPZR – często zastępowana skrótowcem „gensek”)
- I Sekretarz KC PZPR – do 1954 nazwa stanowiska brzmiała Sekretarz Generalny PZPR
- Sekretarz Generalny KPCh – od 2012 – Xî Jinping
- Sekretarz Generalny PPK – nazwa Sekretarz Generalny istniała za rządów Kim Dzong Ila, natomiast nazwa Pierwszy Sekretarz istniała od 11 kwietnia 2012 do 9 maja 2016
- Sekretarz generalny SED w NRD (do roku 1976 nazwa tej funkcji brzmiała I sekretarz Komitetu Centralnego SED, potem sekretarz generalny SED)
- Sekretarz generalny BPK w Bułgarii (do roku 1981 nazwa tej funkcji brzmiała I sekretarz Komitetu Centralnego BPK, potem sekretarz generalny KC BPK)

## Inne partie polityczne
W niektórych partiach politycznych sekretarz generalny pełni różne funkcje administracyjne.
Przykłady:
- Sekretarz generalny PiS
- Sekretarz generalny PO

## Organizacje międzynarodowe
Sekretarz generalny, jest najczęściej występującym funkcjonariuszem międzynarodowym pełniącym różne zadania administracyjne przy organizacjach międzynarodowych, często stojącym na czele danej organizacji
Przywódcy organizacji międzynarodowych:
- Sekretarz Generalny ONZ
- Sekretarz Generalny NATO
- Sekretarz Generalny RE

## Organizacje innego typu
Sekretarz generalny jako stanowisko administracyjne występuje w różnego typu organizacjach, gremiach czy stowarzyszeniach. Przykłady:
- Sekretarz Generalny Konferencji Episkopatu Polski
- Sekretarz Generalny Polskiego Związku Piłki Nożnej